# Ralph Erdenberger

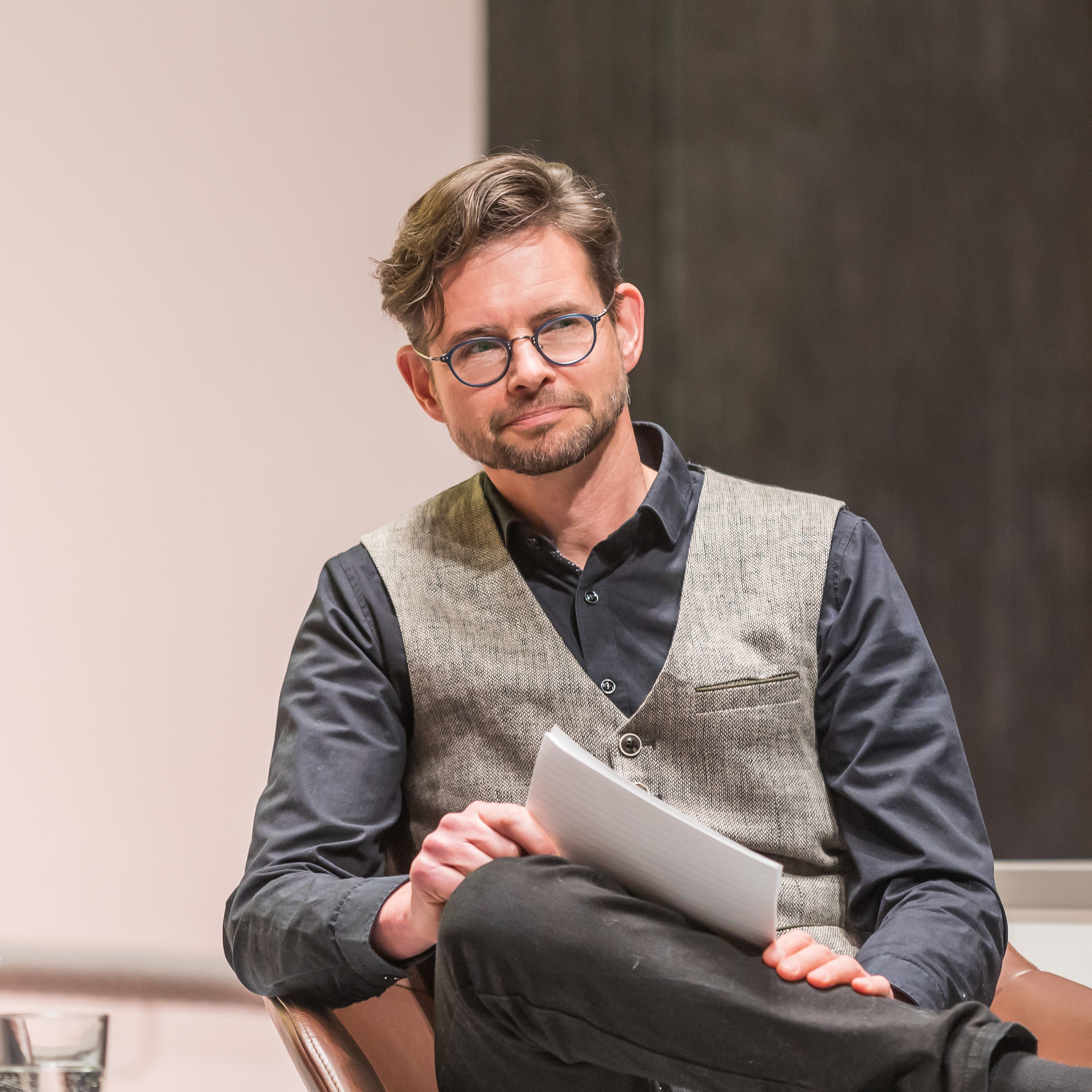
Ralph Erdenberger, Moderator einer Veranstaltung im Kölner Rathaus, 2024

Ralph Erdenberger (* 1970 in Marl) ist ein deutscher Journalist, Moderator, Autor und Hörspiel-Produzent. Bekannt ist er vor allem als Radiomoderator bei WDR 5 (Tagesgespräch, Stadtgespräch, Neugier genügt und ZeitZeichen).

## Ausbildung
Ralph Erdenberger wurde 1970 als Sohn des Hörfunkjournalisten und Fernsehmoderators Manfred Erdenberger geboren. Nach dem Abitur am Gymnasium Köln-Pesch studierte er Journalistik an der TU Dortmund mit den Nebenfächern Psychologie, Politologie und Kunstgeschichte. Seine Radio-Mitarbeit für den WDR begann er parallel beim Kabelpilotprojekt „WDR Radio Dortmund“. Sein Volontariat machte er 1992 bei der Deutschen Welle in Köln und Berlin. Fernseherfahrung sammelte er in den 1990er Jahren u. a. beim NDR in der Redaktion „DAS!“. Seit Abschluss des Diploms 1996 arbeitet Ralph Erdenberger für verschiedene Hörfunkanstalten, programmprägend jedoch für WDR 5.

## Hörfunk
Erste Erfahrungen sammelte Ralph Erdenberger als Reporter und Moderator des Lokalradios „WDR Radio Dortmund“ und in der Sendung „Kulturszene West“. Seit dem Start von WDR5 1996 ist er kontinuierlich im Moderatoren-Team: Nach Anfängen in den Sendungen „Scala-Aktuelles aus der Kultur“ und „Leonardo - Wissenschaft und mehr“ (heute: Quarks) ist er seit 1998 Moderator der Sendung „Neugier genügt“ und von Diskussionsformaten mit Hörerbeteiligung: „Tagesgespräch“ und „Stadtgespräch“. Dazu kommen Sonder-Sendungen wie der WDR5-Literaturmarathon, „Philosophie spezial“ oder zur US-Präsidentschaftswahl 2020.
Als Autor arbeitet Erdenberger seit 2002 im Team Geschichte des WDR für die Feature-Reihe „Zeitzeichen“.
Als „Reporter zum Mitnehmen“ war er auf Tramp-Tour durch NRW (2012–2018). In der WDR5-Reportage-Reihe „Leben im Ausnahmezustand“ berichtete er zusammen mit Julia Schöning über die Auswirkungen der Corona-Pandemie auf den Alltag der Menschen.
Für junge Hörer präsentierte Erdenberger in den 1990er Jahren erst die Jugendsendung der Deutschen Welle („Treffpunkt“), dann zwölf Jahre lang die Kinder-Radio-Sendung „KiRaKa“ (früher „Lilipuz“, jetzt Maus live) und mehrmals die ARD-Kinderradionacht.

## Hörspiele und Hörbücher
Als Autor und Regisseur hat Ralph Erdenberger mehr als 20 Hörspiele und Hörbücher produziert. Darunter die 12-teilige Serie „Faust jr.-die Wissensdetektei“, die in Zusammenarbeit mit Sven Preger, Igel Genius und der Verlagsgruppe Oetinger entstand. Die inszenierten Krimi-Fälle verbinden echte Fachleute an real existierenden Schauplätzen mit dem Ziel, auf unterhaltsame Art Wissen zu vermitteln. Die Hauptrolle des fiktiven Mythen-Detektivs spielt Ingo Naujoks.
Außerdem hat der Autor zahlreiche klassische Sagen-Stoffe zum Hören für Kinder bearbeitet (u. a. „Schatz der Nibelungen“, „Parzival“, „Äneas“). In einer historischen Reihe nimmt er junge Hörer im Reportage-Stil mit zu geschichtlichen Ereignissen und Persönlichkeiten quer durch die Epochen.
In interaktiven Lesungen an Schulen und in Bibliotheken präsentiert Ralph Erdenberger seine Texte auch regelmäßig selbst. In Seminaren und Workshops zur Audio-Narration gibt der Autor sein Wissen weiter.

### Als Hörspielsprecher
Die ARD-Hörspieldatenbank enthält (Stand: April 2022) drei Datensätze zu den nachfolgend aufgeführten Hörspielen mit Erdenberger als Sprecher:
- 2005: Alan Alexander Milne: Als das Wünschen noch geholfen hat ... Tausendundein Märchen im WDR: Prinz Karnickel – Regie: Hans-Otto Engstfeld (Hörspielbearbeitung – WDR)
- 2011: Anonym: Als das Wünschen noch geholfen hat ... 1001 Märchen für Erwachsene: Das veränderte Bild – Bearbeitung und Regie: Uwe Schareck (Hörspielbearbeitung – WDR)
- 2012: Anonym: Als das Wünschen noch geholfen hat ... Tausendundein Märchen im WDR: Die Geschichte der drei Äpfel – Bearbeitung und Regie: Uwe Schareck, Uta Reitz (Hörspielbearbeitung – WDR)

### Kunstvermittlung
In der WDR-Reihe „Bilder im Ohr“ hat Ralph Erdenberger rund 100 Kunstwerke renommierter Museen in Deutschland vertont: In Mini-Hörspielen werden Bilder und Skulpturen lebendig und erzählen ihre Geschichte. Aus dieser Tätigkeit heraus sind Audio-Guides für Ausstellungen (u. a. „Inside Rembrandt“) und ein Kunst-Computerspiel für die Mittelalter-Sammlung des Wallraf-Richartz-Museums in Köln entstanden. Im Auftrag des Kölner Museumsdienst produziert er eigene digitale Stücke zu verschiedenen Exponaten.

### Musikvermittlung
Das Kinderorchester NRW (KIO) fördert junge talentierte Musiker und tritt regelmäßig in großen Konzerthäusern auf.  Dafür konzipiert und moderiert Erdenberger Orchester-Programme. In der Uraufführung des Musiktheaterstücks „Nils Holgersson“ von Andreas Tarkmann und Jörg Schade am Theater Duisburg übernahm er die Rolle des Erzählers, ebenso in der Uraufführung von „Dr. Doolittles Zirkus“ aus der Feder von Henrik Albrecht in der Historischen Stadthalle Wuppertal. Im Frühjahr 2024 moderierte Erdenberger die KIO-Konzertreihe "Landscapes - The Power of Nature" mit Konzerten in Witten, Düsseldorf und Leverkusen. Für die WDR 3-Sendung „Papageno – Musik für Kinder“ entwickelte der Autor zusammen mit seinem Kollegen Christian Schruff die Figur des musikalischen Erfinders „Doktor Dudel“, gespielt von Jürgen Uter.

## Theater
Auftritte in der Theater-AG (u. a. „Dreigroschenoper“, „The Zoo-Story“) weckten zu Schulzeiten seine Begeisterung für die Schauspielerei. Neben der journalistischen Tätigkeit nahm Ralph Erdenberger privaten Schauspielunterricht, u. a. bei Dominique de Fazio im Studio de Fazio in Rom. Von 2001 bis 2006 spielte er im Ensemble der Neue Bühne Darmstadt (u. a. „Kasimir und Karoline“, „Sommernachtstraum“, „Merlin oder Das wüste Land“). Zuletzt war er während der Pandemie in einer digitalen „Zoom“-Fassung des Stücks „Der Vorname“ zu sehen.

## Auszeichnungen
- 2003 Ernst-Schneider-Preis – Beste Hörfunksendung „Guglielmo Marconi erfindet die drahtlose Telegrafie“
- 2005 Axel Springer Preis für junge Journalisten – Kategorie: Hörfunk „Iwan der Schreckliche stirbt beim Schachspiel“
- 2006 Kurt Magnus Preis für Nachwuchsjournalisten
- 2009 Umweltmedienpreis der Deutschen Umwelthilfe, Kategorie: Hörfunk. „Ökofritz – ein Mikrofon rettet die Umwelt“.
- 2010 Preis der deutschen Schallplattenkritik – Bestes Sachhörbuch: „Faust jr – die Wissensdetektei. Wahre Vampire“
- 2011 Auditorix – Preis der Initiative Hören – „Faust jr. Die Wissensdetektei. Störtebeckers Totenkopf“
- 2012 Ohrkanus in der Kategorie: Bestes Sachhörbuch – „Faust jr. – Die Wissensdetektei. Das Amulett des Tutanchamun“
- 2016 Auditorix – Preis der Initiative Hören – „Sagenhafte Piraten“
- 2018 Nominierung Deutscher Radiopreis – Kategorie: Beste Programmaktion – „ARD Kinderradionacht“
- 2021 Nominierung Deutscher Radiopreis – Kategorie: Beste Reportage – „Zeitzeichen: Geburtstag des Erfinders Elisha Graves Otis“

## Veröffentlichungen

### Hörspiel-Serie: „Faust jr. – die Wissensdetektei“ mit Ingo Naujoks
- 2009: Fall 1: Die letzten Dinosaurier. Von Sven Preger und Ralph Erdenberger. Igel-Genius, Dortmund. ISBN 978-3-89353-281-0.
- 2009: Fall 2: Der Schatz der Nibelungen. Von Ralph Erdenberger und Sven Preger. Igel-Genius, Dortmund. ISBN 978-3-89353-282-7.
- 2010: Fall 3: Wahre Vampire. Von Ralph Erdenberger und Sven Preger. Igel-Genius, Dortmund. ISBN 978-3-89353-309-1.
- 2011: Fall 4: Störtebekers Totenkopf. Von Ralph Erdenberger und Sven Preger. Igel-Genius, Dortmund. ISBN 978-3-89353-346-6.
- 2011: Fall 5: Das Amulett des Tutanchamun. Von Ralph Erdenberger und Sven Preger. Igel-Genius, Dortmund. ISBN 978-3-89353-312-1.
- 2012: Fall 6: Der einsame Astronaut. Von Sven Preger und Ralph Erdenberger. Igel-Genius, Dortmund. ISBN 978-3-89353-415-9.
- 2012: Fall 7: Die Rückkehr des Rattenfängers. Von Ralph Erdenberger und Sven Preger. Igel-Genius, Dortmund. ISBN 978-3-89353-435-7.
- 2013: Fall 8: Der erste Mensch. Von Ralph Erdenberger und Sven Preger. Igel-Genius, Dortmund. ISBN 978-3-89353-456-2.
- 2013: Fall 9: Der unsterbliche Artus. Von Sven Preger und Ralph Erdenberger. Igel-Genius, Dortmund. ISBN 978-3-7313-1014-3.
- 2014: Fall 10: Phantom der Tiefsee. Von Ralph Erdenberger und Sven Preger. Igel-Genius, Dortmund. ISBN 978-3-7313-1033-4.
- 2015: Fall 11: Frankensteins Erben Von Ralph Erdenberger und Sven Preger. Igel-Genius, Dortmund. ISBN 978-3-7313-1052-5
- 2015: Fall 12: Verschwörung gegen Rom Von Ralph Erdenberger und Sven Preger. Igel-Genius, Dortmund. ISBN 978-3-7313-1101-0

### Hörbücher (Sagen und Geschichte, Sprecher Peter Kaempfe)
- „Der Schatz der Nibelungen“ (2013). ISBN 978-3-89353-457-9
- „Parzival – der rote Ritter“ (2013). ISBN 978-3-7313-1018-1
- „Äneas – von Troja nach Romn“ (2014). ISBN 978-3-7313-1032-7
- „Sagenhaftes Rom“ (2015). ISBN 978-3-7313-1081-5
- „Sagenhafte Ägypter“ (2016). ISBN 978-3-7313-1098-3
- „Sagenhafte Ritter“ (2017). ISBN 978-3-7313-1123-2
- „Sagenhafte Piraten“ (2017). ISBN 978-3-7313-1157-7
- „Sagenhafte Entdecker“ (2017). ISBN 978-3-7313-1171-3
- „Sagenhaftes Mittelalter“ (2019). ISBN 978-3-7313-1235-2
- „Sagenhafte Erfindungen“ (2020). ISBN 978-3-7313-1250-5
- „Die schönsten Sagen des klassischen Altertums“ (2016) Nach Gustav Schwab. Für Kinder neu erzählt. Gesprochen von David Nathan. ISBN 978-3-7313-1128-7

### Bücher
- Bilder im Ohr. Bilder des Museums Kunstpalast. Prestel-Verlag, München 2006, ISBN 978-3-7913-3595-7
- Bilder im Ohr. Bilder des Museums Folkwang. Prestel-Verlag, München 2007, ISBN 978-3-7913-3887-3
- Bilder im Ohr. Bilder des Wallraf-Richartz-Museums. Prestel-Verlag, München 2009, ISBN 978-3-7913-4125-5
- mit Sven Preger: Geheimakte: Leonard da Vinci. Prestel-Verlag, München 2010, ISBN 978-3-7913-7018-7
- Geheimakte: Vincent van Gogh. Prestel-Verlag, München 2010, ISBN 978-3-7913-7016-3
- Geheimakte: Jan Vermeer. Prestel-Verlag, München 2011, ISBN 978-3-7913-7067-5